# Saskia Schneider

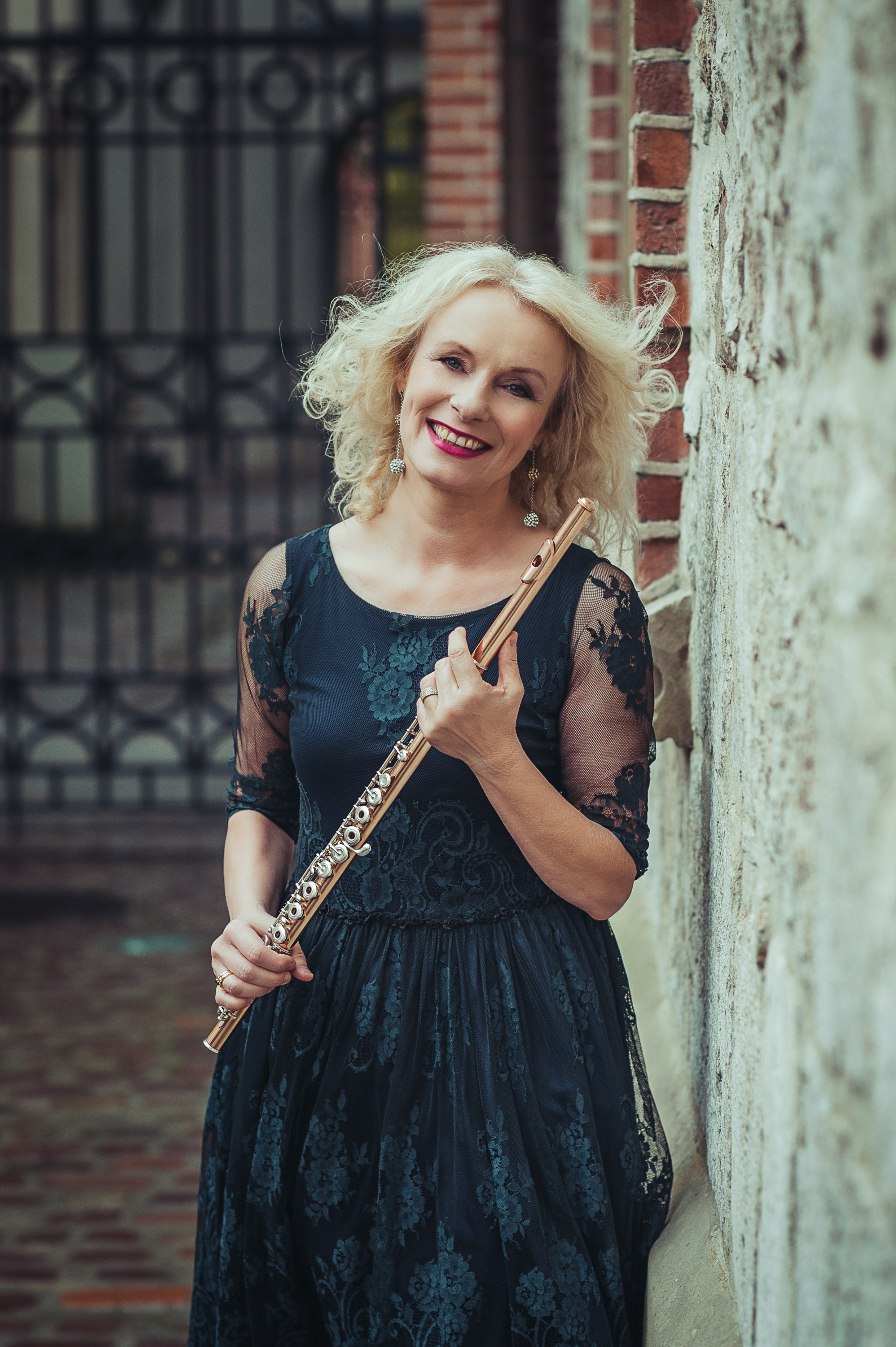
Saskia Schneider (2017)

Saskia Schneider (geboren im 20. Jahrhundert) ist eine deutsche Konzertflötistin.

## Leben
Saskia Schneider begann ihre Studien an der Musikhochschule Karlsruhe, bevor sie im Anschluss an dem Conservatoire de musique de Genève (Konservatorium Genf) in der Meisterklasse von Maxence Larrieu ihr Konzertexamen ablegte. Großen Einfluss auf ihr Spiel hatten der irische Flötist James Galway sowie der französische Flötist Alain Marion.
1986 begann ihre internationale Karriere, als sie auf Veranlassung des Goethe-Instituts mit der Pianistin Surjani Bahari zu Konzerten nach Indonesien eingeladen wurde.
Sie veröffentlichte Rundfunkaufnahmen für den WDR, den SWF und den SDR in Mainz, Stuttgart und Köln sowie für den polnischen Rundfunk in Warschau und Opole. Lange Zeit arbeitete sie neben ihren solistischen Auftritten als Studiomusikerin in München.
Sie konzertierte mit den unterschiedlichsten Orchestern und trat viele Jahre mit dem Phantasmagoria Jazz Quartett auf, mit dem sie die in England publizierte CD „Crying with Laughter“ veröffentlichte.
Ihr breites Repertoire führte sie als Solistin in die USA, nach Polen, Finnland, Frankreich, Litauen, Lettland, Russland, Österreich, Italien, Tschechien und in die Schweiz, unter anderem mit der brasilianischen Pianistin Vania Pimentel und dem polnischen Pianisten Marek Mizera. Mit dem Pianisten Wojtek Gogolewski veröffentlichte sie mehrere CDs, ebenso mit der Harfenistin Anna Faber, gefördert von der Stiftung für Deutsch-Polnische Zusammenarbeit.
Im Jahr 2004 eröffnete sie mit einem Programm zur Deutschen Romantik das Deutsche Kulturjahr in Kaliningrad / Königsberg, Russland.
Sie lebt zurzeit in Frankfurt am Main, wo sie im Jahre 2002 mit Unterstützung der Stadt Frankfurt, des Landes Hessen und der Sparda-Bank Hessen eG den Kammermusikverein „Die Blaue Blume e.V.“ gründete.

## Diskographie
- Phantasmagoria Quartet  - Crying with laughter
- Saskia Schneider & Wojtek Gogolewski - Romantic Rendezvous
- Saskia Schneider & Wojtek Gogolewski - Personal Impressions
- Saskia Schneider - Anna Faber